# Mistrzostwa Świata Par na Żużlu 1989
Mistrzostwa Świata Par 1989 – dwudziesta edycja mistrzostw świata par na żużlu. Wygrała para duńska – Erik Gundersen i Hans Nielsen.

## Półfinały

### Pierwszy półfinał
- 9 lipca 1989 r. (niedziela),  Fjelsted
- Awans: 3

| Miejsce | Kraje             | Suma | Zawodnicy                           | Pkt.  | Pkt bieg. |
| ------- | ----------------- | ---- | ----------------------------------- | ----- | --------- |
| 1       | Dania             | 48   | Hans Nielsen Erik Gundersen         | 25 23 | bd.       |
| 2       | Szwecja           | 41   | Henrik Gustafsson Jimmy Nilsen      | 23 18 | bd.       |
| 3       | Finlandia         | 34   | Kai Niemi Olli Tyrväinen            | 24 10 | bd.       |
| 4       | Australia         | 32   | Troy Butler Stephen Davies          | 23 9  | bd.       |
| 5       | Norwegia          | 31   | Lars Gunnestad Einar Kyllingstad    | 21 10 | bd.       |
| 6       | Nowa Zelandia     | 31   | Mitch Shirra Gary Allan             | 20 11 | bd.       |
| 7       | Związek Radziecki | 30   | Wołodymyr Trofimow Rif Saitgariejew | 15    | bd.       |
| 8       | Holandia          | 17   | Rene Elzinga Ron Koppe              | 10 7  | bd.       |
| 9       | Belgia            | 16   | Frans Cools Geert Cools             | 3     | bd.       |

### Drugi półfinał
- 9 lipca 1989 r. (niedziela),  Lublana
- Awans: 4

| Miejsce | Kraje             | Suma | Zawodnicy                             | Pkt.  | Pkt bieg. |
| ------- | ----------------- | ---- | ------------------------------------- | ----- | --------- |
| 1       | RFN               | 47   | Gerd Riss Karl Maier                  | 24 23 | bd.       |
| 2       | Węgry             | 43   | Zoltan Adorjan Antal Kocso            | 22 21 | bd.       |
| 3       | Czechosłowacja    | 38   | Roman Matoušek Petr Vandírek          | 23 15 | bd.       |
| 4       | Włochy            | 38   | Armando Castagna Valentino Furlanetto | 23 15 | bd.       |
| 5       | Stany Zjednoczone | 37   | Lance King Rick Miller                | 19 18 | bd.       |
| 6       | Bułgaria          | 19   | Georgi Petranow Zacharia Jordanov     | 13 6  | bd.       |
| 7       | Austria           | 18   | Heinrich Schatzer Walter Nebel        | 11 7  | bd.       |
| 8       | Jugosławia        | 17   | Gregor Pintar Artur Horvat            | 15 2  | bd.       |
| 9       | Francja           | 12   | Thierry Hillaire Joel Tresarrieu      | 12 0  | bd.       |

## Finał
- 5 sierpnia 1989 r. (sobota),  Leszno

| Miejsce | Kraje          | Suma | Zawodnicy                               | Pkt.  | Pkt bieg.                   |
| ------- | -------------- | ---- | --------------------------------------- | ----- | --------------------------- |
| 1       | Dania          | 48   | Hans Nielsen Erik Gundersen             | 28 20 | (5,3,5,5,5,5) (4,5,4,4,2,1) |
| 2       | Szwecja        | 44   | Jimmy Nilsen Per Jonsson                | 23 21 | (5,4,4,3,4,3) (4,5,3,2,3,4) |
| 3       | Anglia         | 37   | Kelvin Tatum Paul Thorp                 | 21 16 | (5,2,5,4,3,2) (0,4,2,5,5,0) |
| 4       | RFN            | 36   | Karl Maier Gerd Riss                    | 22 14 | (3,5,5,0,4,5) (1,4,1,1,3,4) |
| 5       | Finlandia      | 31   | Kai Niemi Olli Tyrväinen                | 18 13 | (3,0,3,5,4,3) (1,1,4,4,1,2) |
| 6       | Węgry          | 22   | Antal Kocso Zoltan Adorjan              | 14 8  | (4,3,0,2,5,0) (2,0,3,1,1,1) |
| 7       | Czechosłowacja | 25   | Bohumil Brhel Zdeněk Tesař              | 14 11 | (2,2,2,3,0,5) (3,1,0,2,2,3) |
| 8       | Włochy         | 15   | Armando Dal Chiele Valentino Furlanetto | 9 6   | (2,2,2,0,1,2) (0,1,1,0,0,4) |
| 9       | Polska         | 11   | Piotr Świst Roman Jankowski             | 11 0  | (1,3,1,3,2,1) (0,0,0,0,0,0) |